# Chleuh
El poble chleuh, shilha o shleuh (amazic: ⵉⵛⵍⵃⵉⵢⵏ, iclḥiyn) és un grup ètnic amazic. La majoria dels chleuh viu a les muntanyes Atles del Marroc i a la vall de Souss fins a Guelmim, porta del Sàhara. Els chleuh parlen l'idioma tashelhit amb algunes variants regionals.

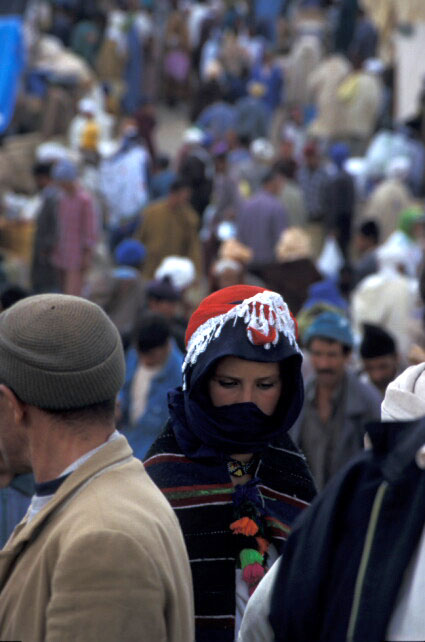
Una dona chleuh amb vestit de núvia tradicional

## Etimologia
Els chleuhs o shilha, també coneguts com a shluh i shlöh, s'anomenen tradicionalment Shlḥi, endònim que ha evolucionat a chleuhs en francès.
El nom d'aquestes poblacions amazigues provindria, segons l'obra Le Maroc inconnu d'Auguste Mouliéras, de l'amazic achluḥ (plural: ichelḥiyen), que significa 'trena de jonc, d'espart o de palma', per la teixidura de les tendes dels nòmades. Per a Antoine Meillet i Marcel Cohen, chleuh hauria estat un manlleu de l'àrab marroquí šelḥ, plural šlöḥ, nom d'una tribu; i šölḥa, nom de la seva llengua. En francès chellouh està recollit des de 1866 o 1867 en el Grand Dictionnaire universel du s. XIXè de Pierre Larousse; i Chleuh des de 1891 en la Grande Encyclopédie de Ferdinand-Camille Dreyfus.
Aquest nom és usat pels parlants àrabs per a designae els amazics en general, tot i que ells prefereixen anomenar-se amazigh-imazighin. Segons la BDLP-Marroc, el terme chleuh (nom masculí i femení) designa tota [p]ersona d'origen amazic (independentment del seu origen geogràfic i la varietat de dialecte que utilitzi).

## Història

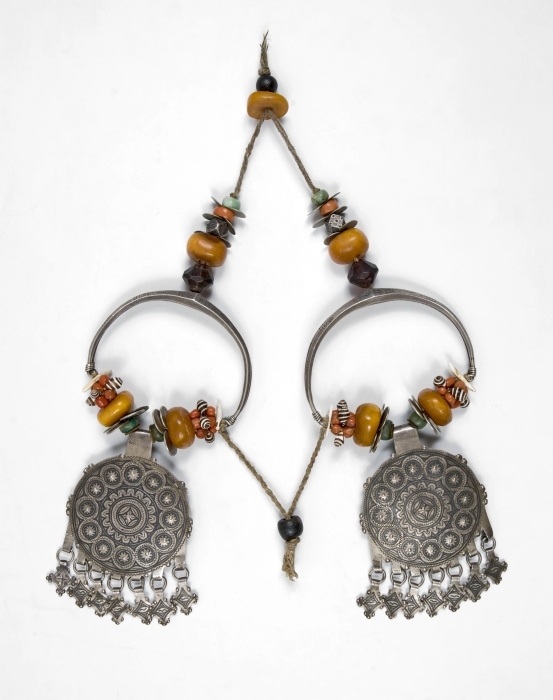
Elements d'un dot tradicional chleuh

En l'antiguitat els amazics van comerciar amb els fenicis i cartaginesos en magatzems comercials i colònies al llarg del litoral nord-occidental. Van establir l'antic Regne de Mauretània, que va caure sota domini romà el 33 aC, abans de ser finalment reunificats sota sobirania amaziga. Durant el segle vii, els omeies islàmics van envair les fortaleses amazigues i romanes d'Orient del Magrib, s'apoderaren de Cartago el 698. Tot i que els omeies controlaren nominalment Marroc en els anys següents, el seu domini era feble a causa de la resistència amaziga. El sistema de govern es va ensorrar i va ser substituït pel Califat Abbàssida. L'any 789, amb l'aprovació de la gent del lloc, un antic governant omeia va establir-hi la dinastia Idríssida. Va durar fins al 970 i alguns petits estats competiren pel seu control en els segles següents. Després de 1053, el Marroc va ser governat per una successió de dinasties musulmanes fundades per tribus amazigues. Entre aquestes hi havia la dinastia almoràvit (1053-1147), la dinastia almohade (1147-1275), i la dinastia marínida (1213 a 1524). El 1668, una família xerifiana de l'est va assumir-ne el control i va establir l'actual dinastia alauita.
Durant aquest període, molts chleuh es van traslladar a la serralada de l'Atles per evitar l'hegemonia àrab. Els grups amazics que no s'havien retirat a les terres altes es van casar amb els colons. No obstant això, tot i que els chleuh adoptaren a poc a poc l'islam, ells i altres amazics de les muntanyes s'aferraren a la seva llengua tradicional, la cultura i costums religiosos en diversos graus. Una petita minoria dels chleuh són cristians o jueus.
Els imperis colonials francès i espanyol es repartiren Marroc el 1904, i la part sud del territori va ser declarada protectorat francès el 1912. L'arabització es va mantenir com a política oficial de l'estat tant durant el període colonial com en els successius governs posteriors a la independència. Amb la difusió de la Primavera Amaziga en territori chleuh durant la dècada de 1980, van tractar de reafirmar les seves arrels amazigues. Això va culminar amb una proposta de nacionalistes chleuh el 2013 per establir un estat independent Souss dins d'una gran federació del Marroc.

## Societat

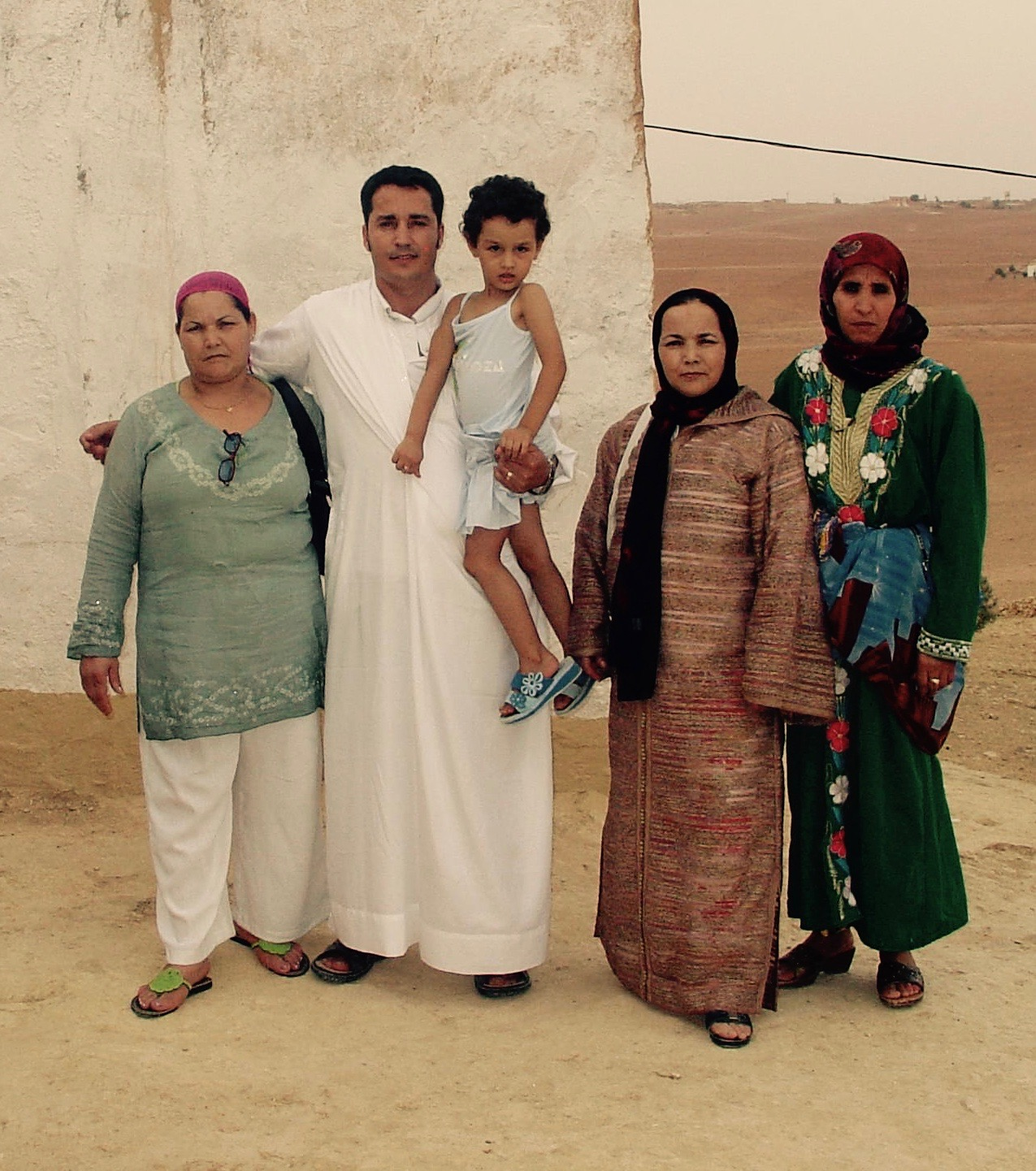
Una família chleuh

Els chleuh viuen principalment a la serralada de l'Atles i a la vall del Souss. Tradicionalment són grangers i també fan de pastors. Alguns són seminòmades, cultiven durant la temporada en què l'aigua és disponible, i es mouen amb els ramats durant l'estació seca.
Les comunitats chleuh a les muntanyes del sud-oest del Marroc cooperen entre si en termes de proporcionar drets de pasturatge recíprocs durant els canvis d'estacions, així com durant els períodes de guerra. Aquestes aliances eren reconfirmades per reunions festives anuals, en què una comunitat chleuh convidava les altres comunitats properes i distants.

## Idioma
Els chleuh parlen chelja, un dialecte tashelhiyt. Pertany a la branca amaziga de les llengües afroasiàtiques. La seva llengua també es coneix sovint com a amazics del Souss.
Pel 2014 hi havia al voltant de 4,77 milions de parlants de chelja: constitueixen el 14,1% de la població del Marroc. El chelja difereix considerablement d'algunes varietats amazigues, com la que parlen els tuaregs.